# تشيك إيفانز
تشيك إيفانز (بالإنجليزية: Chick Evans)‏ هو لاعب كرة قاعدة أمريكي، ولد في 15 أكتوبر 1889 في أرلينغتون في الولايات المتحدة، وتوفي في 2 سبتمبر 1916 في سكنيكتادي في الولايات المتحدة.

## وصلات خارجية
- تشيك إيفانز على موقعبيزبول رفرنس.كوم (الدوري الرئيسي) (الإنجليزية)
- تشيك إيفانز على موقعبيزبول رفرنس.كوم (الدوري الثانوي) (الإنجليزية)
- تشيك إيفانز على موقع جمعية أبحاث البيسبول الأمريكية (الإنجليزية)